# Грифински окръг
Грифински окръг (на полски: Powiat gryfiński) е окръг в Западнопоморско войводство, Северозападна Полша. Заема площ от 1869,11 км2. Административен център е град Грифино.

## География
Окръгът е разположен в югозападната част на войводството.

## Население
Населението на окръга възлиза на 84 272 души (2012 г.). Гъстотата е 45 души/km2.

## Административно деление
Административно окръгът е разделен на 9 общини.
Градско-селски общини:
- Община Цединя
- Община Хойна
- Община Грифино
- Община Мешковице
- Община Морин
- Община Тъшчинско-Здруй

Селски общини:
- Община Бане
- Община Старо Чарново
- Община Видухова

## Фотогалерия
- Цединя
- Хойна
- Грифино
- Мешковице
- Морин
- Тъшчинско-Здруй